# Adil Chihi
Pour les articles homonymes, voir Chihi.
Adil Chihi est un footballeur international marocain né le 21 février 1988 à Düsseldorf en Allemagne.

## Biographie

### Club
Il est né à Düsseldorf. Sa famille vit à Düsseldorf en Allemagne où il a évolué durant son jeune âge.
Il participa à la coupe du monde des jeunes en 2005 où il marqua le but victorieux face à l'Italie. Très technique et physique, Adil Chihi est pour certains marocains le futur Michael Ballack, connu pour sa combativité, sa rage et son mental.
International marocain depuis 2008, Adil Chihi est l'un des meilleurs milieux de terrain marocain arabe et africain évoluant dans le championnat d'Allemagne.

### Sélection en équipe nationale
| Caps | Date       | Match         | Lieu  | Score | Compétition |
| ---- | ---------- | ------------- | ----- | ----- | ----------- |
| 1    | 20/08/2008 | Maroc - Bénin | Rabat | 3 - 1 | Amical      |

## Carrière
- 2000-2003 :  Fortuna Düsseldorf
- 2003-2014 :  FC Cologne
- 2014-2015 :  Fulham[1],[2],[3]
- fév. 2016-2016 :  Esteghlal Téhéran FC
- depuis 2016 :  FSV Francfort

## Palmarès

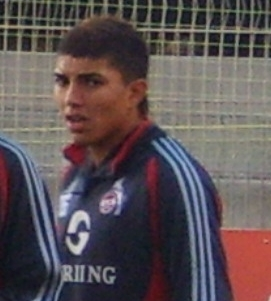
Chihi avec le FC Cologne.

### Club
FC Cologne
- Champion d'Allemagne de D2 en 2005

### Équipe nationale
Maroc
- Demi-finaliste de la Coupe du monde de football des moins de 20 ans